# Радхакришнан, Сарвепалли
Сарвепалли Радхакри́шнан (хинди सर्वपल्ली राधाकृष्णन, 5 сентября 1888, Тируттани, Мадрасское президентство, Британская Индия — 17 апреля 1975, Мадрас, Индия) — индийский философ, общественный и государственный деятель, второй президент Индии (1962—1967). Почётный член Британской академии (1962).

## Биография

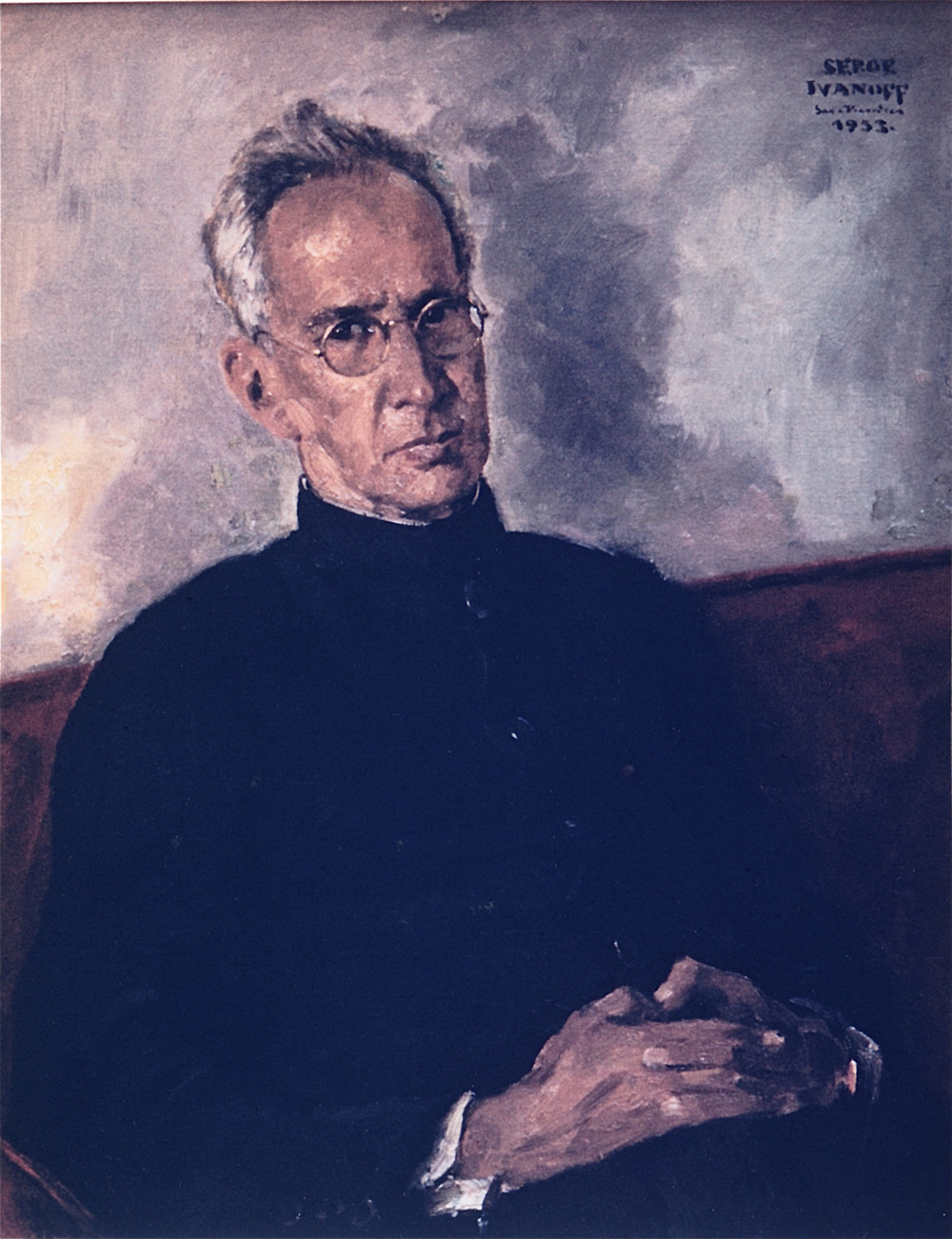
Портрет Сарвепалли Радхакришнана работы Сергея Иванова, 1953 год

Родился в богатой брахманской семье в селении Тируттани северо-западнее Мадраса. Родной язык — телугу. Окончил Христианский колледж в Мадрасе, бывший сравнительно либеральным и дававшим качественное образование. В 1907 году защитил магистерскую диссертацию «Этика веданты и её философские предпосылки». Преподавал в ряде индийских колледжей и университетов. В 1918—1921 годах — профессор университета Майсура, в 1921—1931 годах — профессор университета Калькутты. Публиковал оригинальные работы и переводы религиозно-философских текстов с санскрита и пали. В 1923—1927 годах в Лондоне вышел его капитальный двухтомный труд «Индийская философия» (русский перевод — 1956—1957 годы). Читал лекции в Оксфордском, Гарвардском и других западных университетах. В 1931—1936 годах вице-канцлер университета Андхры. В 1936—1939 годах — профессор религии и этики Востока в Оксфордском университете. В 1939—1946 годах — вице-канцлер Индуистского университета в Варанаси (Бенарес).
После провозглашения независимости Индии Радхакришнан занимался не столько философией, сколько общественной и государственной деятельностью. В 1946 году назначен послом в ЮНЕСКО, в 1949 году — послом в СССР. Руководил реформами высшего образования в Индии. С 1952 года — первый вице-президент, в 1962—1967 годах — второй президент Республики Индия.
Лауреат Темплтоновской премии за прогресс в религии (1975).

## Мировоззрение
C самого детства верил в реальность потустороннего мира, лежащего за поверхностью явлений. Получив европейское образование в колониальных учебных заведениях, он высоко ценил западную философию, но с самого начала научной деятельности выступил пропагандистом традиционной философии Индии, доказывая, что она находится по меньшей мере на таком же уровне, как и западная. В магистерской диссертации он выступил против распространённого тогда в Европе мнения, что индийская философия вообще и веданта в частности совершенно не интересуется этическими проблемами. В последующих своих публикациях и особенно в труде «Индийская философия» он старался непредвзято давать изложение точек зрения разных школ, но тем не менее не мог удержаться от оценки их с позиций той философии, которую сам разделял, — адвайта-веданты. Критически относясь к ритуалистическим и догматическим тенденциям в индуизме, он подчёркивал те аспекты, которые приемлемы для западного стиля мышления: антиритуалистическую, чисто духовную направленность Упанишад, попытки многих школ смягчить суровость кастового строя и дать членам низших каст возможность заниматься практикой самоосвобождения. Отмечая близость буддизма к западным учениям агностического и позитивистского толка, он писал, что человеческий ум всё же не может уйти от «сугубо академических» онтологических проблем и замкнуться только на практически полезном: мы неизбежно будем пытаться дать ответы даже на, казалось бы, совершенно неразрешимые вопросы бытия. Отрицательно относясь к материализму, он старался и к нему быть справедливым: не исключал, что взгляды древнеиндийских материалистов были искажены позднейшими комментаторами-идеалистами и что на самом деле индийский материализм не был так грубо гедонистичен.
Занимая руководящие университетские посты в колониальной Индии и участвуя в строительстве Индии независимой, Радхакришнан вводил преподавание естественнонаучных и технических дисциплин (колониальная британская администрация придала индийскому образованию сугубо гуманитарный характер, не подпуская «туземцев» к современной технике). Протестуя против европоцентристского пренебрежения к индийской культуре, он выступал и против консервативных, антизападных сил в Индии. Он писал: «Лично я не сомневаюсь в том, что все попытки с индусской или мусульманской стороны противостоять современной научной и промышленной цивилизации обречены на провал, и я буду смотреть на этот провал без сожаления».
Был убеждён, что все вероучения по сути своей едины. Он считал, что развитие мировой религиозной и философской мысли должно привести к появлению универсальной религии, универсальной философии и универсальной морали, и фундаментом их должна будет служить адвайта-веданта.

## Семья
В семье родилось 5 дочерей и сын — Сарвепалли Гопал, позднее ставший известным историком.

## Критика
Буддолог и директор Института востоковедения РАН В. П. Андросов отмечал, что у Радхакришнана существуют некоторые ошибки в восприятии восточных религий из-за желания возвысить веданту, последователем которой он являлся. Андросов указывал, что исследование Радхакришнаном буддизма происходило с точки зрения индуизма, при этом одновременно Радхакришнана некритично относился к сверхъестественной части в индийской философии. В качестве одного из примеров Андросов привёл сравнение Радхакришнаном учения школы Нагарджуны с «адвайтизмом типа Шанкары или Брэдли».
Буддолог И. С. Урбанаева указывала, что опора Радхакришнана на адвайта-веданту в своих исследованиях стала причиной того, что «многие важнейшие понятия и ключевые положения буддизма, особенно мадхьямики, у него получили, к сожалению, искажённую философскую интерпретацию, когда он, в частности, рассматривает философию школы йогачара как разновидность гегельянства, ставящего в центр вещей самосознание, а философию Нагарджуны — как „адвайтизм типа Шанкары или Брэдли“». Урбанаева также раскритиковала точку зрения Радхакришнана о том, что буддизм является «предварительным учением», на котором строила свою дальнейшую философию адвайта.

## Переводы
- Радхакришнан С. Индийская философия. Т. 1—2. М., 1956—1957. (Репринт: СПб., 1994.)